# Guillaume Grandidier
Aquest autor és citat en taxonomia animal amb el nom «Grandidier».
Guillaume Grandidier (1873-1957) fou un geògraf, etnòleg i zoòleg francès que estudià l'illa de Madagascar. Era el fill del ric industrialista Alfred Grandidier, també un zoòleg expert en Madagascar. Guillaume Grandidier fou Secretari de la Societat Geogràfica de París i un autor prolífic.
Escrigué Atlas des Colonies Françaises, Protectorats et Territoires sous Mandat de la France. Société D'Éditions Geographiques, Maritimes et Coloniales. París. (1934), amb Petit, G. Zoologie de Madagascar. Société d'Editions Géographiques, Maritimes et Coloniales, París 2 ((1932)	i amb el seu pare edità Collection des Ouvrages Anciens Concernant Madagascar 9 vols. París: Comité de Madagascar (1903–1920) i moltes altres obres sobre Madagascar. La més ben coneguda és la monumental Madagascar L'Histoire politique, physique et naturelle de Madagascar. Aquesta obra fou completada juntament amb el seu pare i altres com ara Alphonse Milne-Edwards i Léon Vaillant. Tenia 40 volums.